# Олфоунс Арена
„Олфоунс Арена“ е спортна арена, част от спортния комплекс, намиращ се в Сидни, щата Нов Южен Уелс, Австралия.
Построена е през 1999 г. за 27-те олимпийски игри в Сидни през 2000 г. Първоначално е наименувана „СуперДоум Сидни“, а впоследствие „Ейсър Арена“.
За изграждането на спортното съоръжение са вложени 190 милиона австралийски долара. Архитекти са Abigroup Ltd & Obayashi Corporation.